# NGC 6737
NGC 6737 је група звезда у сазвежђу Стрелац која се налази на NGC листи објеката дубоког неба.
Деклинација објекта је - 18° 32' 48" а ректасцензија 19h 2m 10,0s. Привидна величина (магнитуда) објекта NGC 6737 износи 13,3. NGC 6737 је још познат и под ознакама ESO 592-**8.